# La Celestina (Pedrell)
La Celestina és una òpera en quatre actes i vint-i-una escenes composta per Felip Pedrell l'any 1902, amb llibret del mateix Pedrell basat en la Tragicomèdia de Calisto i Melibea (La Celestina), atribuïda a Fernando de Rojas.

## Context
Pedrell va decidir escriure una trilogia dramàtica i lírica sobre cadascú dels conceptes Pàtria, Amor i Fides. El seu drama Els Pirineus representa la Pàtria i el següent, aquesta La Celestina, representa l'Amor. Entre ambdues obres hi ha una gran evolució d'estil. Pedrell, llavors establert a Madrid, va trigar menys de dos mesos a acabar la partitura, segons Joan Gisbert a una casa de camp de la família Gisbert. Al cap de poc temps va fer una audició privada de l'òpera, la tardor de 1902, en presència, entre d'altres, d'Isaac Albéniz i Rafael Mitjana.
Curiosament, va coincidir en el temps amb una altra òpera sobre el mateix tema, la Celestina del compositor Amadeu Vives, establert llavors a Madrid, sobre un llibret de Francisco Fernández Villegas, una obra que no es va arribar a acabar.
Sobre l'adaptació de l'obra de Fernando de Rojas a drama líric que va fer Pedrell, el mateix compositor va afirmar que «les condicions irrepresentables de l'obra original de Fernando de Rojas, s'han adaptat, perfectament i harmònicament, a les condicions i exigències del drama líric, reduint l'immens pla a formes accessibles, conservant incòlumes totes les línies generals de l'acció, el seu desenvolupament i cataclisme, i respectant aquella part escultural del llenguatge de la composició primitiva, que per manera tan extraordinària es prestava a ser magnificat per l'exaltació de la paraula cantada».
La Celestina experimenta amb la barreja de text en prosa i text en vers, una innovació en l'obra de Pedrell, que ja havia treballat sobre una obra exclusivament en prosa, l'òpera inèdita Cléopâtre.
El febrer de 1904 es va publicar a la Guide Musical de Brussel·les un estudi sobre l'obra, signat per Henri de Curzon, amb l'ajuda de Rafael Mitjana. Henri de Curzon havia estat el traductor de l'obra al francès en la versió publicada a Barcelona per la companyia Tipolifográfica de Salvat el 1903, a la qual apareixia també la traducció a l'italià obra del periodista i crític italià Angelo Bignotti, establert a Barcelona.

## Representacions
Malgrat les bones relacions amb l'empresari del Liceu Albert Bernis, l'obra no va arribar a estrenar-se en el termini esperat per Pedrell. Va haver d'esperar molts anys per una estrena parcial, amb l'Orquestra Pau Casals dirigida el 22 d'octubre de 1921 per Pau Casals al Palau de la Música Catalana en un concert en part homenatge a Pedrell. Es van interpretar l'escena primera del primer acte i l'escena cinquena del segon acte, amb els cantants Emili Vendrell com a Calisto, Conxita Badia com a Melibea, Concepció Callao com a Celestina i Lucrècia, a més del cor de l'Orfeó Català dirigit per Lluís Millet. El crític d'El Sol de Madrid va afirmar: «exemple vivent, octogenari ple d'ànima i coratge, és el nostre gran i vell D. Felip Pedrell. La Celestina ha aparegut en fragments en una jove orquestra barcelonina. Noble idea i que els déus els ho paguin. Ni tots els conspiradors del silenci ni totes les ignoràncies per categories i anys de serveis, ni els que, culpables o innocents, van pecar d'indiferència, importen res. Que s'obri un llibre d'història musical de l'època moderna a Espanya: a la pàgina més lluminosa es llegirà el nom del mestre Pedrell».
Pocs dies més tard s'oferien uns fragments del primer acte en un concert organitzat per l'Orfeó Gracienc, amb aquest orfeó i la contralt Serafina Bignotti, germana del poeta Angelo Bignotti.
El 3 de juliol de 2008 se'n van cantar alguns fragments al Liceu, en el decurs d'un concert. Els cantants van ser Stefano Palatchi (Parmeno), Ana Ibarra (Melibea i Areusa), Marina Rodríguez Cusí (Celestina), Angelica Mansilla (Elicia), Jeffrey Dowd (Calisto), Josep Miquel Ramon (Sempronio), Xavier Martínez (falconer) i l'actor Josep Maria Pou com a narrador, dirigits per Antoni Ros-Marbà, qui va realitzar una edició crítica de l'obra junt amb el musicòleg i professor de la Universitat Autònoma de Barcelona Francesc Cortès i Mir.

## Personatges
| Rol                                              | Tessitura    | Estrena |
| ------------------------------------------------ | ------------ | ------- |
| Melibea, dona jove de bona família               | soprano      |         |
| Celestina, bruixa vella i astuta                 | mezzosoprano |         |
| Lucrècia, donzella de Melibea                    | soprano      |         |
| Elicia, criada de Celestina                      | soprano      |         |
| Areusa, criada de Celestina                      | mezzosoprano |         |
| Calisto, jove de noble familia                   | tenor        |         |
| Pleberio, vell de noble família, pare de Melibea | baix         |         |
| Sempronio, criat de Calisto                      | baríton      |         |
| Parmeno, criat de Calisto                        | baix         |         |
| Tristán, patge de Calisto                        | mezzosoprano |         |
| Sosia, mosso d'esperons de Calisto               | baríton      |         |
| Botxí                                            | baix         |         |
| Un catarriberes                                  | tenor        |         |
| Ronda de l'algutzir                              | tenor i baix |         |

L'acció es desenvolupa a la Salamanca de finals del segle xv. L'argument segueix fil per randa el d'obra homònima de Fernando de Rojas.

## Discografia
- La Celestina (selecció). Elisabete Matos, Elena Gragera, María Rodríguez, Orquestra Simfònica de Barcelona i Nacional de Catalunya (OBC), dir. Antoni Ros-Marbà, Iberautor Promociones Culturales, 2001.